# Apprieu
Apprieu település Franciaországban, Isère megyében. Lakosainak száma 3602 fő (2022. január 1.). Apprieu Charavines, Chirens, Colombe, Oyeu, Rives és Saint-Blaise-du-Buis községekkel határos.

## Népesség
A település népességének változása:
| Lakosok száma | 1478 | 1770 | 2426 | 2926 | 3190 | 3269 | 3313 | 3380 | 3475 | 3602 |
|               | 1968 | 1982 | 1990 | 2006 | 2013 | 2015 | 2017 | 2019 | 2020 | 2022 |